# Quítxues
Els quítxues (ˈkɛtʃuə, /ˈkɛtʃwɑː/; ˈketʃwa) són un grup humà indígena d'Amèrica del Sud que parla el quítxua (Runa Simi), que es va originar entre els pobles indígenes del Perú. Tot i que la majoria dels parlants de quítxua són nadius del país d'origen, hi ha algunes poblacions importants que viuen a l'Equador, Bolívia, Xile, Colòmbia i Argentina.

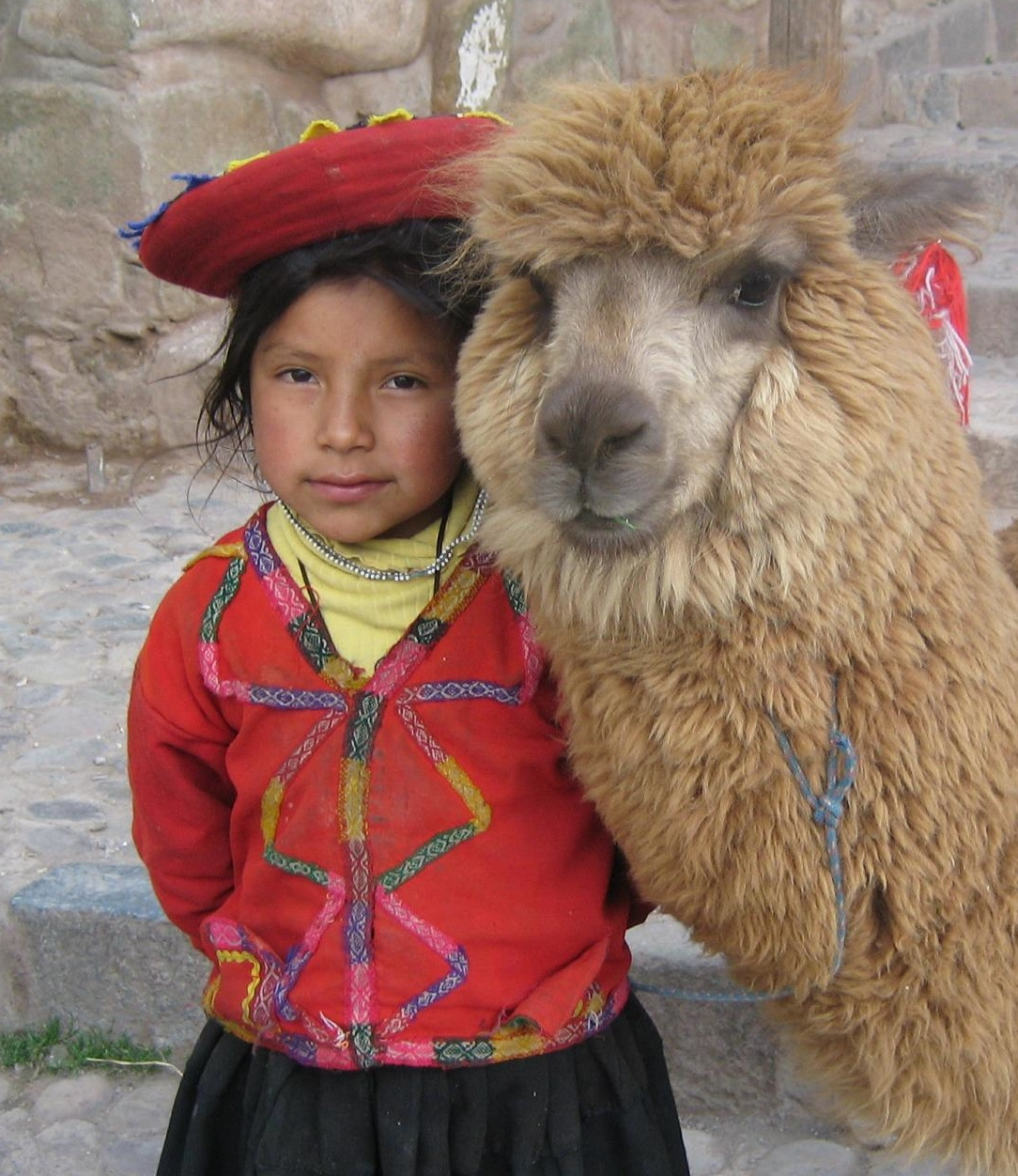
Nena amb vestimenta indígena als carrers de Cusco.

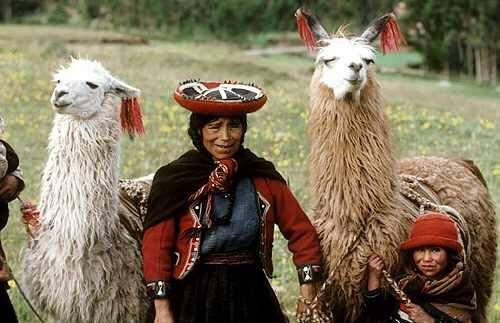
Dona quítxua amb llames al departament de Cusco.

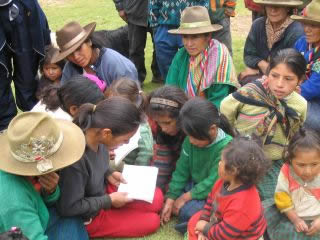
Quítxues de Conchucos, a Áncash, Perú.

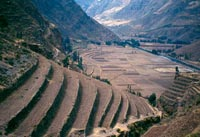
Andanes o terrasses de conreu als Andes.

El dialecte quítxua més comú és el quítxua meridional. El poble kichwa de l’Equador parla el dialecte kichwa; a Colòmbia, els inga parlen Inga Kichwa.
La paraula quítxua per referir-se a un parlant de quítxua és runa o nuna ("persona"); el plural és runakuna o nunakuna ("gent"). Els parlants de quítxua es diuen a si mateixos runa, que senzillament vol dir "la gent".
Alguns pobles quítxua històrics són
- Els chanka, que vivien a les regions peruanes de Huancavelica, Ayacucho, i Apurímac.
- Els Huanca del departament de Junín del Perú, que parlaven quítxua abans que els inques.
- Els inques, que establiren l'imperi més gran de l'Amèrica precolombina.
- Els Chincha, un regne comerciant extingit del departament d'Ica al Perú.
- Els Qolla que vivien als departaments bolivians de Potosi, Oruro, i La Paz.
- Els Cañari d'Equador, que van adoptar la llengua quítxua a partir dels inques.

## Antecedents històrics i sociopolítics
Els parlants de quítxua, que sumen uns 5,1 milions de persones al Perú, 1,8 milions a Bolívia, 2,5 milions a l’Equador (Hornberger i King, 2001), i segons Ethnologue (2006) 33.800 a Xile, 55.500 a l'Argentina i uns quants centenars al Brasil, tenen només un lleuger sentit d’identitat comuna. Els diversos dialectes del quítxua són en alguns casos tan diferents que no és possible cap comprensió mútua. El quítxua no només el parlaven els inques, sinó també els seus enemics de l'Imperi inca, com els huanca (el Quítxua Wanka és un dialecte que es parla encara a la zona de Huancayo) i els chanka (el dialecte quítxua d'Ayacucho) del Perú, i la Confederació cañari a l'Equador. Algunes d'aquestes persones parlaven el quítxua, per exemple, els wanka, abans dels inques del Cusco, mentre que altres, especialment a Bolívia, però també a l'Equador, van adoptar el quítxua només en temps dels inques o després.
El quítxua es va convertir en la segona llengua oficial del Perú el 1969 sota la presidència de Juan Velasco Alvarado. Recentment hi ha hagut tendències cap a la construcció de nacions entre els parlants de quítxua, especialment a l’Equador (Kichwa) però també a Bolívia, on només hi ha lleugeres diferències lingüístiques respecte a la versió peruana original. Un indici d’aquest esforç és l’organització paraigua dels pobles kichwa a l’Equador, ECUARUNARI (Equador Runakunapak Rikcharimuy). Algunes organitzacions cristianes també fan referència a un "poble quítxua", com l'estació de ràdio d'ona curta cristiana HCJB "La Voz de los Andes". El terme "nació quítxua" apareix en contextos com el nom del Consell Educatiu de la Nació Quítxua (CENAQ), que és responsable de la instrucció del quítxua o de l'Educació Intercultural Bilingüe de les regions de parla quítxua de Bolívia.

## Demografia
| País      | Població quítxua | Any del cens | Referència    |
| Argentina | 55.493           | 2010         | [ 13 ]        |
| Bolívia   | 1.281.116        | 2012         | [ 14 ]        |
| Xile      | 33.868           | 2017         | [ 15 ] [ 16 ] |
| Equador   | 870.860          | 2010         | [ 17 ] [ 18 ] |
| Perú      | 5.176.809        | 2017         | [ 19 ] [ 20 ] |
| Colòmbia  |                  |              |               |

### Quítxues al Perú
Actualment els pobles quítxues al Perú són un conjunt gran i divers de poblacions andines antigues, que tenen com a idioma matern el quítxua, en les seves diferents varietats. Encara que no són les úniques, entre elles es pot assenyalar als chopcca, els chanka, els huanca, els huayla, els kana, els q’ero i els cañari. Juntes, aquestes poblacions constitueixen una part majoritària de la població indígena al Perú, ja que, d'acord amb el Cens de Població i Habitatge de l'any 2007, la població del país la llengua materna del qual és el quítxua ascendeix a 3.360.331, la qual cosa constitueix el 12,3% de la població censada. Si bé no s'ha dut a terme al país un cens de poblacions indígenes, l'Enquesta Nacional de Llars (ENAHO) de 2015, revela que el 23,2% de la població nacional, es considera quítxua “pels seus avantpassats i d'acord amb els seus costums”.

### Quítxues a Bolívia

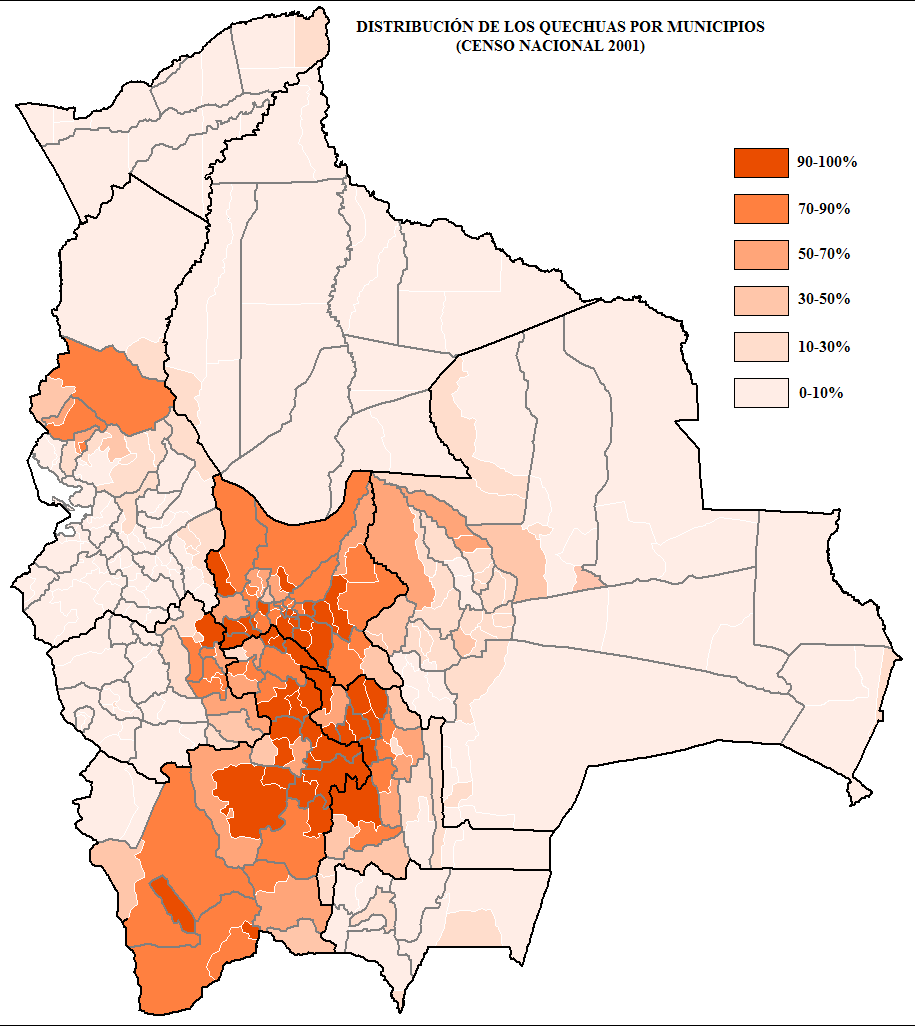
Distribució dels quítxues a Bolívia per municipis (cens de 2001).

La població que es va identificar com a quítxua en el cens bolivià de 2001 va ser d'1.555.641 persones. Aquest número va descendir a 1.281.116 en el cens de 2012.

### Quítxues a l'Argentina
L'Encuesta Complementaria de Pueblos Indígenas (ECPI) 2004-2005, complementària del Censo Nacional de Población, Hogares y Viviendas 2001 de l'Argentina, va donar com a resultat que es van reconèixer i/o descendeixen en primera generació del poble quítxua 6739 persones a les províncies de Jujuy i Salta.
El Cens Nacional de Població de 2010 a l'Argentina va revelar l'existència de 55.493 persones que es van autoreconèixer com a quítxues arreu del país,19.630 al Gran Buenos Aires, 9856 a la Ciutat Autònoma de Buenos Aires, 8448 a l'interior de la Província de Buenos Aires, 4391 s la de Mendoza, 3137 s la de Còrdova, 2105 s la de Santa Fe, 190.852 a la de Jujuy, 815 en la de Santiago del Estero, 675 en la de Chubut, 661 en la de San Luis, 36.658 en la de Tucumán, 513 en la de Río Negro, 420 en la del Neuquén, 399 en la de Catamarca, 364 en la de Santa Cruz, 300 en la d'Entre Ríos, 293 en la de La Rioja, 213 en la de la Pampa, 201 en la de Terra del Foc, 199 en la de San Juan, 159 en la del Chaco i 140 en la de Corrientes.

## Discriminació ètnica a la població quítxua

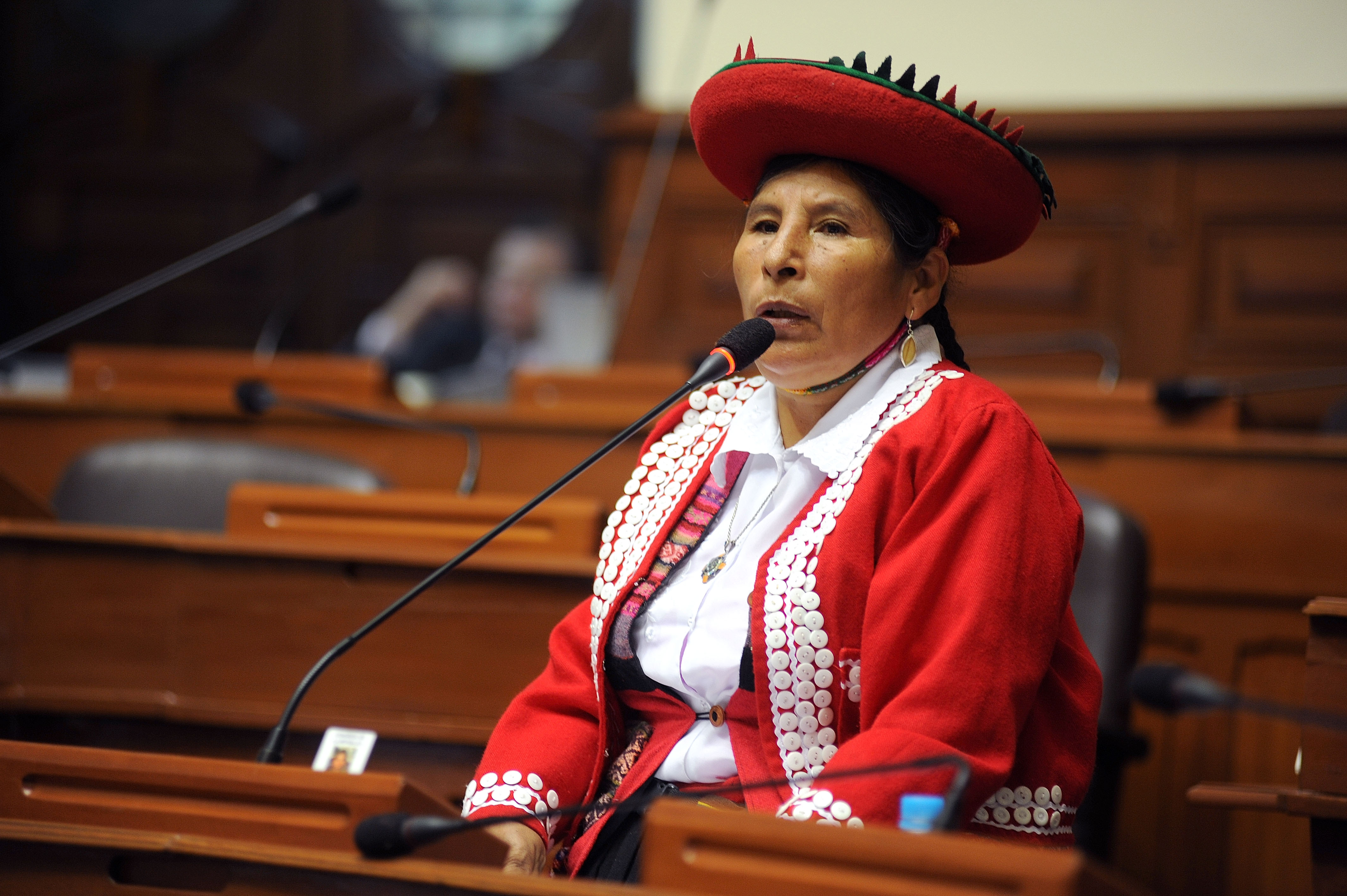
Hilaria Supa, política i activista pels drets humans peruana

Al conflicte armat peruà entre els insurgents de Sendero Luminoso i els contrainsurgents Sinchis i altres unitats de la Policia (GC i GR) i les Forces Armades des de 1980 van causar que els grans afectats siguin les comunitats pageses serranes, essencialment quítxues. Recerques de la CVR assenyalen que prop de tres quarts dels 70.000 morts estimats eren quítxues, quan els caps dels bàndols enfrontats eren majoritàriament blancs i mestíssos.
El 1969, el director de cinema Jorge Sanjinés va tractar el tema de l'esterilització de les dones quítxues i aimares en el film quítxua Yawar Mallku. Les polítiques d'esterilització forçada durant el govern d'Alberto Fujimori van afectar gairebé exclusivament a dones quítxues i aimares, sent més de 200.000.
La discriminació ètnica es percep fins i tot en els nivells parlamentaris, quan els recentment electes membres del parlament peruà Hilaria Supa Huamán i María Sumire prenien el seu jurament de possessió en quítxua —per la primera vegada en la història del Perú en una llengua indígena— la presidenta del parlament peruà Martha Hildebrandt i el parlamentari Carlos Torres Caro s'hi van oposar.

## Mitología
Pràcticament tots els quítxues dels Andes han estat nominalment catòlics des de l'època colonial. No obstant això, les formes religioses tradicionals persisteixen en moltes regions, barrejades amb elements cristians. Els grups ètnics quítxues també comparteixen les religions tradicionals amb altres pobles andins, en particular la creença en la Mare Terra (Pachamama), que atorga fertilitat als qui regularment li fan ofrenes cremades i libacions i en Viracocha, senyor mestre del món, déu de la claredat i ordinador de l'univers. També són importants els esperits de muntanya (apu), el déu sol Inti, així com deïtats locals menors (wak'a), que encara són venerats especialment al sud del Perú.
Els quítxues van arribar a un acord amb la seva repetida experiència històrica de la tragèdia en forma de diversos mites. Aquests inclouen la figura de Nak'aq o Pishtaco, l'assassí blanc que xucla el greix dels cossos dels pobles indígenes que ell mata.